# Тулома (село)
Туло́ма (колтта-саам. Tuållâmsijdd, кильд. саам. Туэллэм сыййт) — село в Кольском районе Мурманской области. Центр одноимённого сельского поселения.
Через село проходит федеральная автомагистраль Р-21 «Кола».

## География
Расположено на реке Тулома в 17 км от г. Кола и 30 км от г. Мурманска по автодороге «Лотта».

## История
Было основано в 1930 году в результате создания колхоза «Тулома». В 1935 году с началом строительства Туломской ГЭС населенный пункт изменил место расположения и получил свое название, а также стал первым электрифицированным хозяйством области.
В 1977 году на фирме звукозаписи «Мелодия» вышла грампластинка «Народная музыка саамов СССР», на которой есть композиция «По маленькому посёлочку Туломе».

## Население
| 2002 | 2010  | 2021  |
| ---- | ----- | ----- |
| 2247 | ↘1991 | ↘1771 |

### Национальный и гендерный состав
Согласно результатам Всероссийской переписи населения 2010 года составляет 1991 человек, из них 910 мужчин (45,7 %) и 1081 женщин (54,3 %). По данным переписи 2002 года в селе проживало 2247 жителей.

## Известные жители
- В селе проживали Герои Социалистического Труда В. В. Земдиханова, Е. И. Шубина, Почётный гражданин Мурманской области П. И. Кузнецов.
- В селе родился Сарен, Виктор Энсиович — российский учёный в области нестационарной газодинамики и аэроупругости турбомашин, доктор физико-математических наук (1983).

## Инфраструктура
На территории поселения расположена одна из производственных площадок крупнейшего предприятия агропромышленного комплекса Мурманской области — ГОУСП «Тулома» (основное направление — молочное и мясное скотоводство.). В 1976 году совхоз «Тулома» награждён Орденом Трудового Красного Знамени.
В поселении осуществляют свою деятельность МБУК «Туломский сельский дом культуры», МБУК «Туломская модельная сельская библиотека», МОУ Туломская СОШ, МДОУ детский сад № 16 с. Тулома, Амбулатория с. Тулома ГОБУЗ «Кольская ЦРБ», МБУДОД «Туломская детская музыкальная школа».
В 2022 году в селе был открыт этнографический саамский центр (включает в себя выставочный зал, мастерские по изготовлению национальных поделок из кости, дерева и кожи, помещение для кулинарных мастер-классов с национальными саамскими блюдами, а также музей под открытым небом с реконструкциями саамских построек — куваксы, вежи и деревянной избы тупу). Менее, чем за 2 года работы центр посетили порядка 11 тыс. туристов.